# Гнилий Ріг
Гнили́й Ріг (Гнили́й Рів) — річка в Україні, в межах Шепетівського району Хмельницької області та Острозького району Рівненської області. Права притока Вілії (басейн Прип'яті).

## Опис
Довжина річки 28 км. Площа водозбірного басейну 201 км². Похил річки 1,64 м/км. Річище звивисте, у пониззі випрямлене, завширшки 8—12 м. У селах Комини та Білотин створено ставки. Використовується на господарські потреби населення та охолодження електростанції. На водосховищі розвинене рибництво.
Гнилий Ріг бере початок у заболоченому дубово-сосновому лісі південніше села Комини із двох струмків, правий з яких живиться водами зі ставка, а лівий — із болота. На південно-східній околиці Коминів Гнилий Ріг приймає води першої правої притоки, яка також тече у місцевості, вкритій сосново-дубовими лісами, живиться водами з джерел і боліт. У середній течії цієї притоки є піщаний кар'єр.
Проплинувши через центр Коминів, річка меандрує, тече широкою долиною та приймає води першої лівої притоки, яка з'єднана з системою меліоративних каналів завширшки 6 м і завглибшки — 1,7 м.

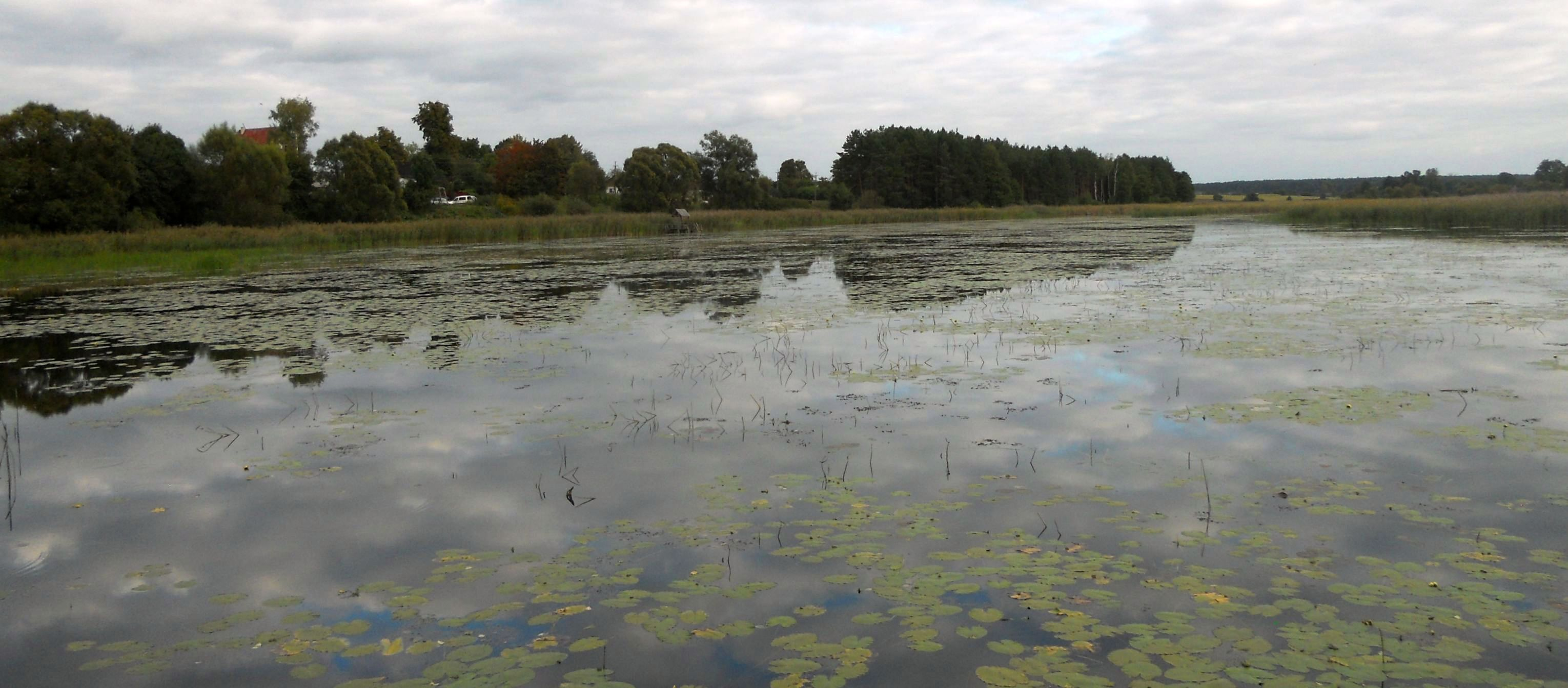
Став на річці Гнилий Ріг в селі Білотин

У середній течії у центрі с. Білотин річка розливається у став, який має довжину 800 м і ширину 180 м. Північніше села річка плине широкою долиною: її русло перетворене на канал, який приймає води ще однієї правої притоки, що бере початок біля урочища Шляхова, неподалік с. Хоровиця. У Гнилий Ріг потрапляють води з лівої притоки, яка теж перетворена у канал. У цій місцевості річка впадає у водосховище-охолоджувач Хмельницької АЕС біля урочища Медвежа Гора. Цікаво, що на протилежному, північному березі, Гнилий Ріг витікає з водосховища, плине заболоченою місцевістю і поблизу Острога впадає у річку Вілію.
Хоча Гнилий Ріг мала річка, але її розташування таке, що басейн розташований у межах двох геоморфологічних районів — Славутському піщаному і Білогірському. У верхній течії Гнилого Рогу абсолютні висоти досягають 241,3 м, а в нижній — 193,2 м. Поверхня цієї місцевості почленована балочними ерозійними формами-ярами і балками.
Гнилий Ріг є однією з небагатьох річок Хмельниччини, басейн якої на 95 % вкритий лісами.
У долині річки чергуються суходільні, заплавні луки і болота. Найбільші болота тут можна побачити південніше Коминів, північніше Білотина і поблизу Острога.

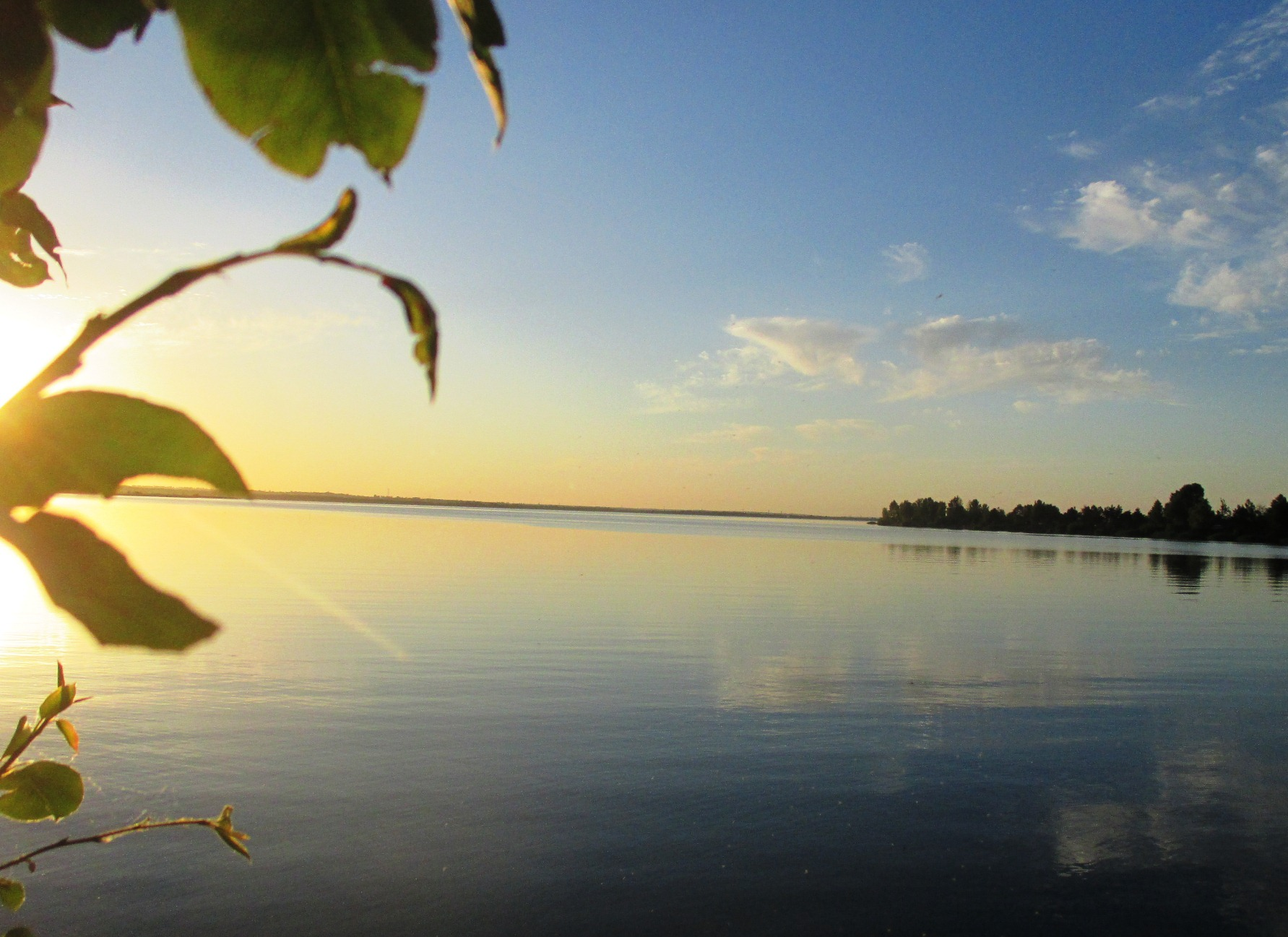
Водосховище, ставок-охолоджувач ХАЕС

Завдяки водосховищу ХАЕС тут різноманітна і досить багата іхтіофауна. У басейні річки водиться амур білий, амур чорний, верховодка, в'юн, вирезуб, гірчак, білизна, краснопірка, лин, лящ, марена, окунь, підуст, пічкур, плітка, сом, судак, рибець, товстолобик, чехоня, щука, мінога українська і минь.
Досить високу щільність мають усі 11 видів земноводних. А серед плазунів вдається побачити веретільницю, вужів водяного і звичайного, гадюку звичайну, мідянку, черепаху болотяну, ящірок прудку, живородну і зелену.
Серед птахів лук, боліт і водойм найчастіше вдається побачитибаранця великого, бугая, вівсянку очеретяну, гуску сіру, деркача, журавля сірого, кобилочку звичайну, річкову, солов'їну і звичайну, крижня, крячка білокрилого і малого, курочку водяну, ластівку берегову, лебедя-шипуна.
У басейні Гнилого Рогу в Лютарському лісництві розташований гідрологічний заказник «Гнилий Ріг» площею 816,2 га, створений у 2000 році, а також зоологічний заказник «Лютарський» площею 35,7 га, який створений у 1994 році.
У нижній течії 1981 року було збудовано Нетішинське водосховище для потреб Хмельницької атомної електростанції. Під час створення водосховище була затоплена територія села Дорогоща. Населення при цьому переселене до міста Нетішина.

## Розташування
Басейн річки Гнилий Ріг розташований на північному заході Хмельницької області на території Шепетівського району. Над річкою розташовані села Комини та Білотин.

## Притоки
- Співака (ліва).